# Pier Francesco Tosi
Pier Francesco Tosi (Cesena, 1654 – Faenza, 1732) è stato un cantante castrato (soprano), compositore e studioso di musica italiano.

## La vita
Cantante evirato soprano e compositore, era figlio di Giuseppe Felice. Nacque a Cesena verso il 1650, se è vero, come dice Galliard, traduttore inglese del suo trattato sull'arte del canto, che morì poco dopo l'ascesa di re Giorgio II al trono d'Inghilterra, all'età di 80 anni. Questa età così avanzata prova che Gerber è stato indotto in errore quando ha detto, nella prima edizione del suo lessico dei musicisti, che Tosi cantava al teatro di Dresda nel 1719, poiché avrebbe avuto allora 69 anni. Anche Quantz dice che lo conobbe a Londra nel 1724 molto avanti negli anni. 
Tosi aveva cantato nelle principali città d'Europa quando si recò in Inghilterra, nel 1692. Hawkins riporta degli estratti dalla gazzetta di Londra del 3 aprile e del 20 ottobre 1693 che contengono annunci di concerti dati in quest'epoca da Tosi. Dopo di questi, soggiornò quasi sempre in questa città, ad eccezione di un viaggio che fece a Bologna, nel 1723, per stamparvi il suo libro sull'arte del canto. All'inizio dell'anno seguente era già di ritorno a Londra. La nobiltà inglese aveva per lui molta considerazione: quando Lord Peterborough ritornò dalla sua ambasciata in Spagna, donò un alloggio a Tosi nel suo palazzo e Tosi vi finì lì i suoi giorni. 
Galliard dice che questo celebre artista del canto si diede alla composizione, dopo la perdita della sua voce, e che scrisse cantate eccellenti.

## Saggi e trattati
L'opera che ha reso duraturo nei secoli il nome di Tosi è Opinione de' cantori antichi e moderni, o sieno osservazioni sopra il canto figurato, pubblicata a Bologna, per Lelio della Volpe, nel 1723. In essa sono esposti i principi della scuola di canto italiana, accompagnati da osservazioni e riflessioni di grande utilità per lo studio della tecnica e dell'estetica del canto dell'epoca. Galliard tradusse in inglese il libro, accompagnandolo con note alle quali Burney rivolse molti elogi, ma che Hawkins criticò aspramente. La traduzione s'intitola Observations on the florid song or sentiments of the ancient and modern singers, Londra, 1742, in-8°. Anche Johann Friedrich Agricola pubblicò una traduzione tedesca dell'opera, Anleitung zur Singkunst, Berlino, 1757, in-4°. Una traduzione portoghese è stata pubblicata nel 2022, a Rio de Janeiro, in Brasile, con il titolo Opiniões de cantores antigos e modernos, ou seja, Observações sobre o canto florido, con introduzione di Alberto José Vieira Pacheco e Edoardo Sbaffi.

## Composizioni
- Il martirio di Santa Caterina (oratorio, 1701, Vienna)
- Cantate e arie